# 托里乡 (乌鲁木齐县)
托里乡，是中华人民共和国新疆维吾尔自治区乌鲁木齐市乌鲁木齐县下辖的一个乡镇级行政单位。

## 行政区划
托里乡下辖以下地区：
白碱沟村、乌什城村、羊圈沟村和乌拉泊村。